# Expertiza contabilă judiciară
Expertizele contabile judiciare sunt reglementate de Codul de procedură civilă, Codul de procedură penală, alte legi speciale și reprezintă prin urmare, mijloc de probă în justiție. 
Expertizele contabile judiciare sunt mijloace de probă utilizabile în rezolvarea unor cauze care necesită cunoștințe de strictă specialitate din partea unor persoane care au calitatea de expert contabil. Expertizele contabile dispuse din oficiu sau acceptate la cererea părților în fazele de instrumentare și de judecată ale unor cauze civile și/sau comerciale, atașate sau nu unui proces penal, se numesc expertize  contabile judiciare.

## Legături
- Model de raport de expertiză contabilă judiciară Arhivat în 11 februarie 2012, la Wayback Machine.
- Despre expertiza contabilă judiciară
- Conceptul de expertiză contabilă (broșură)